# Peter Henderson, Baron Henderson of Brompton
Peter Gordon Henderson, Baron Henderson of Brompton KCB (* 16. September 1922; † 13. Januar 2000) war ein britischer Staatsbeamter und Politiker. Er war von 1974 bis 1983 Clerk of the Parliaments.

## Leben und Karriere
Henderson wurde im September 1922 als Sohn von James Henderson geboren. Er besuchte die Dragon School und die Stowe School in der Grafschaft Buckinghamshire. Später studierte er am Magdalen College der University of Oxford.
Von 1942 bis 1944 war im Kriegsdienst bei den Scots Guards. 1944 wurde er mit schwersten inneren Verletzungen von einem Minenfeld geborgen. Er setzte sich gegen die Diskriminierung Homosexueller in den Streitkräften ein. Unter C. S. Lewis beendete er, nach Kriegsende, seinen Abschluss in Englischer Sprach- und Literaturwissenschaft, trotz Operationen und Schmerzen. Nach einer kurzen Tätigkeit bei Lloyd’s wurde er 1954 Clerk im House of Lords (Clerk of the House of Lords). Dieses Amt übte er bis 1960 aus. Von 1960 bis 1963 wurde er zum Britischen Finanz- und Wirtschaftsministerium abgeordnet. Dort war er als „Secretary to the Leader and Chief Whip of the House of Lords“ im Dienst. Er war in dieser Funktion u. a. Privatsekretär von Alec Douglas-Home, dem damaligen Leader of the Lords. Von 1964 bis 1974 war er im House of Lords als „Reading Clerk and Clerk of Public Bills“ tätig. 1974 wurde er „Clerk of the Parliaments“.
Henderson wurde 1975 zum Knight Commander des Order of the Bath ernannt.

## Mitgliedschaft im House of Lords
Henderson wurde am 1. Februar 1984 zum Life Peer als Baron Henderson of Brompton, of Brompton in the Royal Borough of Kensington and Chelsea and of Brough in the County of Cumbria, ernannt. Kurz zuvor war er in den Ruhestand eingetreten.
Dort saß er als Crossbencher. Seine Antrittsrede hielt er am 6. Februar 1984 in der Debatte zur Prevention of Terrorism Bill. Er galt als rebellischer Peer und trat für die Belange Behinderter und Homosexueller ein. Henderson war im März 1990 an der 92:86-Niederlage der Regierung von Margaret Thatcher bei der Education (Student Loans) Bill beteiligt.
Er setzte sich für die Zulässigkeit von Abtreibungen, embryonale Stammzellenforschung und In-vitro-Fertilisation ein.

## Familie und Tod
Henderson war seit 1950 mit der Künstlerin Susan Mary Henderson verheiratet. Sie hatten zwei Söhne und zwei Töchter. Sie lebten in Westmorland. Er starb im Januar 2000 im Alter von 77 Jahren.